# Liste der israelischen Botschafter in der Türkei
Im Sechstagekrieg 1967 wurden die Streitkräfte Ägyptens durch Israelische Streitkräfte geschlagen und der Gazastreifen besetzt, in der Folge beschränkte sich die Regierung von Süleyman Demirel auf eine Vertretung in Tel Aviv durch einen Botschaftssekretär erster Klasse. Die israelischen Regierungen beschränkten den formalen Rang ihres Vertreters in Ankara entsprechend.
Nach dem Jerusalemgesetz am 30. Juli 1980  reduzierten die Verschwörer des 12. September 1980 unter Bülend Ulusu den Rang ihrer Vertretung in Tel Aviv auf den, eines Botschaftssekretärs zweiter Klasse. Die israelischen Regierungen beschränkten den formalen Rang ihres Vertreters in Ankara entsprechend.

## Botschafter
| Ernennung/Akkreditierung | Name             | Bemerkungen                           | ernannt während der Regierung von | akkreditiert während der Regierung von | Posten verlassen |
| ------------------------ | ---------------- | ------------------------------------- | --------------------------------- | -------------------------------------- | ---------------- |
| 1950                     | Eliahu Sasson    |                                       | David Ben-Gurion                  | Adnan Menderes                         | 1952             |
| 1953                     | Maurice Fischer  |                                       | David Ben-Gurion                  | Adnan Menderes                         | Dez. 1956        |
| 1960                     | Mosche Sasson    | Geschäftsträger                       | David Ben-Gurion                  | Adnan Menderes                         | Okt. 1966        |
| Okt. 1966                | Daniel Laor      | Geschäftsträger                       | Levi Eschkol                      | Süleyman Demirel                       | 1971             |
| 1981                     | Alon Liel        | Geschäftsträger                       | Menachem Begin                    | Bülend Ulusu                           | 1983             |
| 1983                     | David Granit     | Geschäftsträger                       | Menachem Begin                    | Bülend Ulusu                           | 1992             |
| 1995                     | Zvi Elpeleg      | Geschäftsträger                       | Schimon Peres                     | Tansu Çiller                           | 1997             |
| 1998                     | Uri Bar-Ner      |                                       | Benjamin Netanjahu                | Mesut Yılmaz                           | 2001             |
| 2001                     | David Sultan     | Geschäftsträger                       | Ariel Scharon                     | Bülent Ecevit                          | 2003             |
| 2004                     | Pinhas Avivi     |                                       | Ariel Scharon                     | Abdullah Gül                           | 2007             |
| 2007                     | Gabby Levy       | (* 1944 in der Türkei)Geschäftsträger | Ehud Olmert                       | Recep Tayyip Erdoğan                   | 31. Mai 2010     |
| 2012                     | Yosef Levi-Sfari | Geschäftsträger                       | Benjamin Netanjahu                | Recep Tayyip Erdoğan                   | 2023             |